# Юнцевичі (Вілейський район)
Юнцевичі (біл. вёска Юнцэвічы) — село в складі Вілейського району Мінської області, Білорусь. Село підпорядковане Ольковицькій сільській раді, розташоване в північній частині області.

## Історія
У 1921–1945 роках застінок знаходилось у Польщі, у Вільнюськім воєводстві, Вілейського повіту, у гміні Ілля.

## Населення
- 1921 рік — 214 людини, 37 будинків[1].
- 1931 рік — 269 людини, 52 будинків[2].